# Pošťácká pohádka (opera)
Pošťácká pohádka je dětská opera o dvou dějstvích českého skladatele Jindřicha Felda na libreto Libuše Vokrové-Ambrosové podle Pošťácké pohádky Karla Čapka ze sbírky Devatero pohádek.

## Vznik a historie
Pošťácká pohádka patří do první etapy tvorby českého skladatele Jindřicha Felda, ve které se jeho hudba opírala zejména o domácí tradice. Ve druhé polovině 50. let 20. století se Feld soustředil na tvorbu pro děti: tehdy vznikla rozhlasová dětská zpěvohra Pohádka o Budulínkovi (1955) nebo hudební pohádka na lidový text O šídlu, kohoutu, kačerovi a houseru (1957), přesevším však roku 1956 právě Pošťácká pohádka. Jedná se o poměrné krátkou operu zaměřenou na děti, s velkým podílem pantomimy a baletu a s podílem mluveného slova; přesto jde o dílo nejbližší opernímu žánru, které kdy Feld vytvořil. Ačkoli jeho aktivní skladatelská činnost trvala ještě půl století, k opernímu žánru se již nevrátil.
Opera byla poctěna cenou ve Velké jubilejní soutěži Svazu československých skladatelů, ale na provedení čekala dlouho: teprve v roce 1968 ji natočilo v úpravě B. Samka plzeňské studio Československého rozhlasu. V letech normalizace se díla Jindřicha Felda pro jeho negativní poměr k režimu hrála jen velmi omezeně, a tak jevištní premiéru Pošťácké pohádky uvedlo až Jihočeské divadlo v Českých Budějovicích přes čtyřicet let po jejím vzniku. Premiéra se konala 14. února 1997. Jihočeská inscenace měla úspěch, byla obnovena roku 2004 a divadlo ji hrálo pro děti na různých místech dalších deset let.

## Osoby a první obsazení
| osoba             | hlasový obor  | rozhlasová premiéra (10. prosince 1968) | jevištní premiéra (14. února 1997)       |
| ----------------- | ------------- | --------------------------------------- | ---------------------------------------- |
| Kolbaba           | baryton       | Jiří Miegl                              | Stanislav Stolbenko                      |
| Slečna Mařenka    | soprán        | M. Šmolíková                            | Iva Hospešová / Bohdana Herzánová        |
| Šofér Frantík     | tenor         | Viktor Vrabec                           | Viktor Čech / Otakar Novák               |
| Poštmistr         | tenor         | Jaroslav Choc                           | Zdeněk Plachý / Ivo Šindler              |
| Pán               | mluvená role  | František Baťka                         | –                                        |
| 1. skřítek        | …             | R. Olárová                              | Ludmila Pešková / Leona Píšová           |
| 2. skřítek        | …             | V. Faicová                              | Rut Budínová / Michaela Freudenschussová |
| 3. skřítek        | …             | Tomáš Šolc                              | Bohdana Herzánová / Kateřina Mertová     |
| 4. skřítek        | …             | Josef Gross                             | Alena Čechová / Zdena Lapicová           |
| Skřítkové (balet) |               |                                         |                                          |
| Dirigent:         | Dirigent:     | Josef Blacký                            | Josef Zaplatílek                         |
| Režie:            | Režie:        | Vladimír Tomeš                          | Miloslav Veselý                          |
| Scéna:            | Scéna:        | –                                       | Stanislav Burda                          |
| Kostýmy:          | Kostýmy:      | –                                       | Světlana Tímrová                         |
| Choreografie:     | Choreografie: | –                                       | Miluše Šindlerová                        |

## Děj opery
Listonoš pan Kolbaba usnul na poště a zůstal tam zamčen. Když se probudí, uvidí poštovní skřítky, jak tu hospodaří a pak hrají s dopisy v karty. Zvědavý pan Kolbaba se ptá, jak poznají herní hodnotu dopisu. Dozvídá se, že záleží na obsahu: zlé či lhostejné dopisy jsou studené a nízké karty, zatímco dopisy psané z přátelství a lásky jsou hřejivé a cenné. Pan Kolbaba se s nimi dává do hry a padne mu nejvyšší karta: srdcové eso, totiž dopis, jímž jeden člověk druhému posílá celé své srdce. Jenže tento nemá ani známku, ani adresu. Skřítkové dokáží přes zalepenou obálku přečíst jeho obsah, z něhož se dozvídají, že v něm šofér Frantík žádá o ruku svou milovanou Mařenku. To je jen málo, ale protože je to psaní tak cenné, vyprosí si pan Kolbaba na panu poštmistrovi, aby se mohl vydat hledat adresátku.
Hledání trvá již rok a den a pan Kolbaba prochodil celé Čechy křížem krážem, ale správnou Mařenku ještě nenašel. Právě odpočívá, když se hlemýždí rychlostí přiblíží automobil se smutným šoférem a jeho neméně smutným pánem. Zastavují u pana Kolbaby. Ten se ptá po příčině šoférova smutku a zjistí, že je to Frantík, který se trápí nad tím, že mu Mařenka neodepsala. Pan Kolbaba mu za neofrankovaný a neadresovaný dopis vyčiní a všichni se vydávají ke slečně Mařence.
Mařenka vzdychá a pláče, protože už rok a den čeká na psaní od svého milého. Pan Kolbaba jí ho konečně předává a vyžádá si od překvapené a rozradostněné Mařenky dvě koruny porta. Kladnou odpověď na své psaní si Frantík od Mařenky už vyzvedne sám a pan Kolbaba i šoférův zaměstnavatel se zalíbením hledí na šťastný mladý pár.

## Instrumentace
Tři flétny, dva hoboje, tři klarinety, dva fagoty, čtyři lesní rohy, tři trubky, dva pozouny, tuba, tympány, bicí souprava, harfa, klavír, smyčcové nástroje (housle, violy, violoncella, kontrabasy).